# Conus filicinctus
Conus filicinctus é uma espécie de gastrópode do gênero Conus, pertencente a família Conidae.